# Harrison Afful
Harrison Afful (Kumasi, 24 giugno 1986) è un ex calciatore ghanese, di ruolo difensore.

## Caratteristiche tecniche
Terzino destro caratterizzato da apprezzabile versatilità e senso della posizione, oltre che da ottime doti fisico-atletiche. In fase difensiva è diligente ma non disdegna anche attaccare sulla fascia.

## Carriera
Dopo aver mosso i primi passi in patria, dal 2009 al 2015 veste la maglia dell'Espérance, in Tunisia, con cui si fa conoscere a livello internazionale. Nell'estate del 2015 passa a titolo gratuito agli statunitensi del Columbus Crew, dove nel dicembre 2020 vince il titolo di MLS.
Il 17 dicembre 2021, dopo sette stagioni si svincola dai Columbus Crew, per passare al neoammesso club di MLS, lo Charlotte FC.

## Statistiche

### Presenze e reti nei club
Statistiche aggiornate al 17 aprile 2024.
| Stagione             | Club                 | Campionato           | Campionato | Campionato | Coppe nazionali | Coppe nazionali | Coppe nazionali | Coppe continentali | Coppe continentali | Coppe continentali | Altre coppe | Altre coppe | Altre coppe | Totale | Totale |
| Stagione             | Club                 | Comp                 | Pres       | Reti       | Comp            | Pres            | Reti            | Comp               | Pres               | Reti               | Comp        | Pres        | Reti        | Pres   | Reti   |
| -------------------- | -------------------- | -------------------- | ---------- | ---------- | --------------- | --------------- | --------------- | ------------------ | ------------------ | ------------------ | ----------- | ----------- | ----------- | ------ | ------ |
| 2009-2010            | Espérance            | CLP-1                | 19         | 2          | -               | -               | -               | CCL                | 10                 | 1                  | -           | -           | -           | 29     | 3      |
| 2010-2011            | Espérance            | CLP-1                | 17         | 0          | -               | -               | -               | CCL                | 11                 | 1                  | -           | -           | -           | 28     | 1      |
| 2011-2012            | Espérance            | CLP-1                | 16         | 0          | -               | -               | -               | CCL                | 11                 | 0                  | CMC         | 2           | 0           | 29     | 0      |
| 2012-2013            | Espérance            | CLP-1                | 12+5       | 3          | -               | -               | -               | CCL                | 10                 | 0                  | -           | -           | -           | 22+5   | 3      |
| 2013-2014            | Espérance            | CLP-1                | 27         | 4          | -               | -               | -               | CCL                | 6                  | 2                  | -           | -           | -           | 33     | 6      |
| 2014-2015            | Espérance            | CLP-1                | 23         | 2          | -               | -               | -               | CCL                | 4                  | 1                  | -           | -           | -           | 27     | 3      |
| Totale Espérance     | Totale Espérance     | Totale Espérance     | 119        | 11         |                 |                 |                 |                    | 52                 | 5                  |             | 2           | 0           | 173    | 16     |
| 2015                 | Columbus Crew        | MLS                  | 9+5        | 0          | USOC            | 0               | 0               | -                  | -                  | -                  | -           | -           | -           | 14     | 0      |
| 2016                 | Columbus Crew        | MLS                  | 30         | 3          | USOC            | 0               | 0               | -                  | -                  | -                  | -           | -           | -           | 30     | 3      |
| 2017                 | Columbus Crew        | MLS                  | 24+5       | 0+1        | USOC            | 0               | 0               | -                  | -                  | -                  | -           | -           | -           | 29     | 1      |
| 2018                 | Columbus Crew        | MLS                  | 32+3       | 2+0        | USOC            | 0               | 0               | -                  | -                  | -                  | -           | -           | -           | 35     | 2      |
| 2019                 | Columbus Crew        | MLS                  | 22         | 0          | USOC            | 2               | 0               | -                  | -                  | -                  | -           | -           | -           | 24     | 0      |
| 2020                 | Columbus Crew        | MLS                  | 19+4       | 1+0        | -               | -               | -               | -                  | -                  | -                  | MisB        | 3           | 0           | 26     | 1      |
| 2021                 | Columbus Crew        | MLS                  | 26         | 0          | -               | -               | -               | CCL                | 3                  | 0                  | CL          | 1           | 0           | 30     | 0      |
| Totale Columbus Crew | Totale Columbus Crew | Totale Columbus Crew | 179        | 7          |                 | 2               | 0               |                    | 3                  | 0                  |             | 4           | 0           | 188    | 7      |
| 2022                 | Charlotte FC         | MLS                  | 21         | 0          | USOC            | 3               | 1               | -                  | -                  | -                  | -           | -           | -           | 24     | 1      |
| 2023                 | Charlotte FC         | MLS                  | 15         | 0          | USOC            | 1               | 0               | LC                 | 2                  | 0                  | -           | -           | -           | 18     | 0      |
| Totale Charlotte FC  | Totale Charlotte FC  | Totale Charlotte FC  | 36         | 0          |                 | 4               | 1               |                    | 2                  | 0                  |             |             |             | 42     | 1      |
| 2024                 | Michigan Stars       | -                    | -          | -          | USOC            | 1               | 0               | -                  | -                  | -                  | -           | -           | -           | 1      | 0      |
| Totale               | Totale               | Totale               | 334        | 18         |                 | 7               | 1               |                    | 57                 | 5                  |             | 6           | 0           | 404    | 24     |

### Cronologia presenze e reti in Nazionale
| Cronologia completa delle presenze e delle reti in nazionale ― Ghana | Cronologia completa delle presenze e delle reti in nazionale ― Ghana | Cronologia completa delle presenze e delle reti in nazionale ― Ghana | Cronologia completa delle presenze e delle reti in nazionale ― Ghana | Cronologia completa delle presenze e delle reti in nazionale ― Ghana | Cronologia completa delle presenze e delle reti in nazionale ― Ghana | Cronologia completa delle presenze e delle reti in nazionale ― Ghana | Cronologia completa delle presenze e delle reti in nazionale ― Ghana |
| Data                                                                 | Città                                                                | In casa                                                              | Risultato                                                            | Ospiti                                                               | Competizione                                                         | Reti                                                                 | Note                                                                 |
| -------------------------------------------------------------------- | -------------------------------------------------------------------- | -------------------------------------------------------------------- | -------------------------------------------------------------------- | -------------------------------------------------------------------- | -------------------------------------------------------------------- | -------------------------------------------------------------------- | -------------------------------------------------------------------- |
| 9-2-2008                                                             | Kumasi                                                               | Ghana                                                                | 4 – 2                                                                | Costa d'Avorio                                                       | Coppa d'Africa 2008 - Finale 3° posto                                | -                                                                    | 89’                                                                  |
| 26-3-2008                                                            | Londra                                                               | Ghana                                                                | 1 – 2                                                                | Messico                                                              | Amichevole                                                           | -                                                                    |                                                                      |
| 23-5-2008                                                            | Sydney                                                               | Australia                                                            | 1 – 0                                                                | Ghana                                                                | Amichevole                                                           | -                                                                    |                                                                      |
| 1-6-2008                                                             | Kumasi                                                               | Ghana                                                                | 3 – 0                                                                | Libia                                                                | Qual. Mondiali 2010                                                  | -                                                                    |                                                                      |
| 8-6-2008                                                             | Bloemfontein                                                         | Lesotho                                                              | 2 – 3                                                                | Ghana                                                                | Qual. Mondiali 2010                                                  | -                                                                    |                                                                      |
| 14-6-2008                                                            | Libreville                                                           | Gabon                                                                | 2 – 0                                                                | Ghana                                                                | Qual. Mondiali 2010                                                  | -                                                                    |                                                                      |
| 22-6-2008                                                            | Accra                                                                | Ghana                                                                | 2 – 0                                                                | Gabon                                                                | Qual. Mondiali 2010                                                  | -                                                                    |                                                                      |
| 5-9-2008                                                             | Tripoli                                                              | Libia                                                                | 1 – 0                                                                | Ghana                                                                | Qual. Mondiali 2010                                                  | -                                                                    |                                                                      |
| 11-10-2008                                                           | Sekondi-Takoradi                                                     | Ghana                                                                | 3 – 0                                                                | Lesotho                                                              | Qual. Mondiali 2010                                                  | -                                                                    |                                                                      |
| 15-10-2008                                                           | Bloemfontein                                                         | Sudafrica                                                            | 2 – 1                                                                | Ghana                                                                | Amichevole                                                           | -                                                                    |                                                                      |
| 31-5-2009                                                            | Tamale                                                               | Ghana                                                                | 2 – 1                                                                | Uganda                                                               | Amichevole                                                           | -                                                                    |                                                                      |
| 7-6-2009                                                             | Bamako                                                               | Mali                                                                 | 0 – 2                                                                | Ghana                                                                | Qual. Mondiali 2010                                                  | -                                                                    |                                                                      |
| 20-6-2009                                                            | Omdurman                                                             | Sudan                                                                | 0 – 2                                                                | Ghana                                                                | Qual. Mondiali 2010                                                  | -                                                                    |                                                                      |
| 12-8-2009                                                            | Londra                                                               | Ghana                                                                | 4 – 1                                                                | Zambia                                                               | Amichevole                                                           | -                                                                    |                                                                      |
| 6-9-2009                                                             | Accra                                                                | Ghana                                                                | 2 – 0                                                                | Sudan                                                                | Qual. Mondiali 2010                                                  | -                                                                    |                                                                      |
| 9-9-2009                                                             | Utrecht                                                              | Ghana                                                                | 3 – 4                                                                | Giappone                                                             | Amichevole                                                           | -                                                                    |                                                                      |
| 11-10-2009                                                           | Cotonou                                                              | Benin                                                                | 1 – 0                                                                | Ghana                                                                | Qual. Mondiali 2010                                                  | -                                                                    |                                                                      |
| 5-1-2010                                                             | Manzini                                                              | Ghana                                                                | 0 – 0                                                                | Malawi                                                               | Amichevole                                                           | -                                                                    | 46’                                                                  |
| 15-1-2010                                                            | Cabinda                                                              | Costa d'Avorio                                                       | 3 – 1                                                                | Ghana                                                                | Coppa d'Africa 2010 - 1º turno                                       | -                                                                    | 79’                                                                  |
| 11-8-2010                                                            | Johannesburg                                                         | Sudafrica                                                            | 1 – 0                                                                | Ghana                                                                | Amichevole                                                           | -                                                                    |                                                                      |
| 1-6-2012                                                             | Kumasi                                                               | Ghana                                                                | 7 – 0                                                                | Lesotho                                                              | Qual. Mondiali 2014                                                  | -                                                                    |                                                                      |
| 9-6-2012                                                             | Ndola                                                                | Zambia                                                               | 1 – 0                                                                | Ghana                                                                | Qual. Mondiali 2014                                                  | -                                                                    | 21’                                                                  |
| 15-8-2012                                                            | Xi'an                                                                | Cina                                                                 | 1 – 1                                                                | Ghana                                                                | Amichevole                                                           | -                                                                    |                                                                      |
| 8-9-2012                                                             | Accra                                                                | Ghana                                                                | 2 – 0                                                                | Malawi                                                               | Qual. Coppa d'Africa 2013                                            | -                                                                    |                                                                      |
| 13-10-2012                                                           | Blantyre                                                             | Malawi                                                               | 0 – 1                                                                | Ghana                                                                | Qual. Coppa d'Africa 2013                                            | -                                                                    |                                                                      |
| 10-1-2013                                                            | Abu Dhabi                                                            | Ghana                                                                | 3 – 0                                                                | Egitto                                                               | Amichevole                                                           | -                                                                    |                                                                      |
| 20-1-2013                                                            | Port Elizabeth                                                       | Ghana                                                                | 2 – 2                                                                | RD del Congo                                                         | Coppa d'Africa 2013 - 1º turno                                       | -                                                                    | 82’                                                                  |
| 24-1-2013                                                            | Port Elizabeth                                                       | Ghana                                                                | 1 – 0                                                                | Mali                                                                 | Coppa d'Africa 2013 - 1º turno                                       | -                                                                    |                                                                      |
| 28-1-2013                                                            | Port Elizabeth                                                       | Niger                                                                | 0 – 3                                                                | Ghana                                                                | Coppa d'Africa 2013 - 1º turno                                       | -                                                                    |                                                                      |
| 2-2-2013                                                             | Port Elizabeth                                                       | Ghana                                                                | 2 – 0                                                                | Capo Verde                                                           | Coppa d'Africa 2013 - Quarti di finale                               | -                                                                    | 68’                                                                  |
| 6-2-2013                                                             | Nelspruit                                                            | Burkina Faso                                                         | 1 – 1 dts (3 – 2 dtr)                                                | Ghana                                                                | Coppa d'Africa 2013 - Semifinale                                     | -                                                                    |                                                                      |
| 9-2-2013                                                             | Port Elizabeth                                                       | Mali                                                                 | 3 – 1                                                                | Ghana                                                                | Coppa d'Africa 2013 - Finale 3º posto                                | -                                                                    |                                                                      |
| 24-3-2013                                                            | Kumasi                                                               | Ghana                                                                | 4 – 0                                                                | Sudan                                                                | Qual. Mondiali 2014                                                  | -                                                                    |                                                                      |
| 7-6-2013                                                             | Omdurman                                                             | Sudan                                                                | 1 – 3                                                                | Ghana                                                                | Qual. Mondiali 2014                                                  | -                                                                    |                                                                      |
| 16-6-2013                                                            | Maseru                                                               | Lesotho                                                              | 0 – 2                                                                | Ghana                                                                | Qual. Mondiali 2014                                                  | -                                                                    |                                                                      |
| 14-8-2013                                                            | Istanbul                                                             | Turchia                                                              | 2 – 2                                                                | Ghana                                                                | Amichevole                                                           | -                                                                    |                                                                      |
| 6-9-2013                                                             | Kumasi                                                               | Ghana                                                                | 2 – 1                                                                | Zambia                                                               | Qual. Mondiali 2014                                                  | -                                                                    | 77’                                                                  |
| 10-9-2013                                                            | Yokohama                                                             | Giappone                                                             | 3 – 1                                                                | Ghana                                                                | Amichevole                                                           | -                                                                    | 65’                                                                  |
| 19-11-2013                                                           | Il Cairo                                                             | Egitto                                                               | 2 – 1                                                                | Ghana                                                                | Qual. Mondiali 2014                                                  | -                                                                    |                                                                      |
| 31-5-2014                                                            | Rotterdam                                                            | Paesi Bassi                                                          | 1 – 0                                                                | Ghana                                                                | Amichevole                                                           | -                                                                    | 69’                                                                  |
| 10-6-2014                                                            | Miami                                                                | Ghana                                                                | 4 – 0                                                                | Corea del Sud                                                        | Amichevole                                                           | -                                                                    |                                                                      |
| 21-6-2014                                                            | Fortaleza                                                            | Germania                                                             | 2 – 2                                                                | Ghana                                                                | Mondiali 2014 - 1º turno                                             | -                                                                    |                                                                      |
| 26-6-2014                                                            | Brasilia                                                             | Portogallo                                                           | 2 – 1                                                                | Ghana                                                                | Mondiali 2014 - 1º turno                                             | -                                                                    | 39’                                                                  |
| 6-9-2014                                                             | Kumasi                                                               | Ghana                                                                | 1 – 1                                                                | Uganda                                                               | Qual. Coppa d'Africa 2015                                            | -                                                                    |                                                                      |
| 10-9-2014                                                            | Lomé                                                                 | Togo                                                                 | 2 – 3                                                                | Ghana                                                                | Qual. Coppa d'Africa 2015                                            | -                                                                    |                                                                      |
| 11-10-2014                                                           | Casablanca                                                           | Guinea                                                               | 1 – 1                                                                | Ghana                                                                | Qual. Coppa d'Africa 2015                                            | -                                                                    |                                                                      |
| 15-10-2014                                                           | Tamale                                                               | Ghana                                                                | 3 – 1                                                                | Guinea                                                               | Qual. Coppa d'Africa 2015                                            | -                                                                    |                                                                      |
| 15-11-2014                                                           | Kampala                                                              | Uganda                                                               | 1 – 0                                                                | Ghana                                                                | Qual. Coppa d'Africa 2015                                            | -                                                                    |                                                                      |
| 19-11-2014                                                           | Tamale                                                               | Ghana                                                                | 3 – 1                                                                | Togo                                                                 | Qual. Coppa d'Africa 2015                                            | -                                                                    |                                                                      |
| 19-1-2015                                                            | Mongomo                                                              | Ghana                                                                | 1 – 2                                                                | Senegal                                                              | Coppa d'Africa 2015 - 1º turno                                       | -                                                                    |                                                                      |
| 23-1-2015                                                            | Mongomo                                                              | Ghana                                                                | 1 – 0                                                                | Algeria                                                              | Coppa d'Africa 2015 - 1º turno                                       | -                                                                    |                                                                      |
| 27-1-2015                                                            | Mongomo                                                              | Sudafrica                                                            | 1 – 2                                                                | Ghana                                                                | Coppa d'Africa 2015 - 1º turno                                       | -                                                                    |                                                                      |
| 1-2-2015                                                             | Malabo                                                               | Ghana                                                                | 3 – 0                                                                | Guinea                                                               | Coppa d'Africa 2015 - Quarti di finale                               | -                                                                    |                                                                      |
| 5-2-2015                                                             | Malabo                                                               | Ghana                                                                | 3 – 0                                                                | Guinea Equatoriale                                                   | Coppa d'Africa 2015 - Semifinale                                     | -                                                                    | 45’                                                                  |
| 8-2-2015                                                             | Bata                                                                 | Costa d'Avorio                                                       | 0 – 0 dts (9 – 8 dtr)                                                | Ghana                                                                | Coppa d'Africa 2015 - Finale                                         | -                                                                    |                                                                      |
| 28-3-2015                                                            | Le Havre                                                             | Ghana                                                                | 1 – 2                                                                | Senegal                                                              | Amichevole                                                           | -                                                                    |                                                                      |
| 31-3-2015                                                            | Parigi                                                               | Ghana                                                                | 1 – 1                                                                | Mali                                                                 | Amichevole                                                           | -                                                                    | 79’                                                                  |
| 14-6-2015                                                            | Kumasi                                                               | Ghana                                                                | 7 – 1                                                                | Mauritius                                                            | Qual. Coppa d'Africa 2017                                            | -                                                                    | 85’                                                                  |
| 1-9-2015                                                             | Brazzaville                                                          | Rep. del Congo                                                       | 2 – 3                                                                | Ghana                                                                | Amichevole                                                           | -                                                                    | 46’                                                                  |
| 5-9-2015                                                             | Kigali                                                               | Ruanda                                                               | 0 – 1                                                                | Ghana                                                                | Qual. Coppa d'Africa 2017                                            | -                                                                    |                                                                      |
| 13-10-2015                                                           | Edmonton                                                             | Canada                                                               | 1 – 1                                                                | Ghana                                                                | Amichevole                                                           | -                                                                    | 68’                                                                  |
| 13-11-2015                                                           | Moroni                                                               | Comore                                                               | 0 – 0                                                                | Ghana                                                                | Qual. Mondiali 2018                                                  | -                                                                    |                                                                      |
| 17-11-2015                                                           | Kumasi                                                               | Ghana                                                                | 2 – 0                                                                | Comore                                                               | Qual. Mondiali 2018                                                  | -                                                                    |                                                                      |
| 24-3-2016                                                            | Accra                                                                | Ghana                                                                | 3 – 1                                                                | Mozambico                                                            | Qual. Coppa d'Africa 2017                                            | -                                                                    |                                                                      |
| 27-3-2016                                                            | Maputo                                                               | Mozambico                                                            | 0 – 0                                                                | Ghana                                                                | Qual. Coppa d'Africa 2017                                            | -                                                                    |                                                                      |
| 5-6-2016                                                             | Belle Vue Maurel                                                     | Mauritius                                                            | 0 – 2                                                                | Ghana                                                                | Qual. Coppa d'Africa 2017                                            | -                                                                    |                                                                      |
| 3-9-2016                                                             | Accra                                                                | Ghana                                                                | 1 – 1                                                                | Ruanda                                                               | Qual. Coppa d'Africa 2017                                            | -                                                                    |                                                                      |
| 6-9-2016                                                             | Mosca                                                                | Russia                                                               | 1 – 0                                                                | Ghana                                                                | Amichevole                                                           | -                                                                    |                                                                      |
| 7-10-2016                                                            | Tamale                                                               | Ghana                                                                | 0 – 0                                                                | Uganda                                                               | Qual. Mondiali 2018                                                  | -                                                                    |                                                                      |
| 11-10-2016                                                           | Durban                                                               | Sudafrica                                                            | 1 – 1                                                                | Ghana                                                                | Amichevole                                                           | -                                                                    | 62’                                                                  |
| 13-11-2016                                                           | Borg El Arab                                                         | Egitto                                                               | 2 – 0                                                                | Ghana                                                                | Qual. Mondiali 2018                                                  | -                                                                    |                                                                      |
| 17-1-2017                                                            | Port-Gentil                                                          | Ghana                                                                | 1 – 0                                                                | Uganda                                                               | Coppa d'Africa 2017 - 1º turno                                       | -                                                                    |                                                                      |
| 21-1-2017                                                            | Port-Gentil                                                          | Ghana                                                                | 1 – 0                                                                | Mali                                                                 | Coppa d'Africa 2017 - 1º turno                                       | -                                                                    |                                                                      |
| 25-1-2017                                                            | Port-Gentil                                                          | Egitto                                                               | 1 – 0                                                                | Ghana                                                                | Coppa d'Africa 2017 - 1º turno                                       | -                                                                    |                                                                      |
| 29-1-2017                                                            | Oyem                                                                 | RD del Congo                                                         | 1 – 2                                                                | Ghana                                                                | Coppa d'Africa 2017 - Quarti di finale                               | -                                                                    |                                                                      |
| 2-2-2017                                                             | Franceville                                                          | Camerun                                                              | 2 – 0                                                                | Ghana                                                                | Coppa d'Africa 2017 - Semifinale                                     | -                                                                    |                                                                      |
| 4-2-2017                                                             | Port-Gentil                                                          | Burkina Faso                                                         | 1 – 0                                                                | Ghana                                                                | Coppa d'Africa 2017 - Finale 3º posto                                | -                                                                    |                                                                      |
| 11-6-2017                                                            | Kumasi                                                               | Ghana                                                                | 5 – 0                                                                | Etiopia                                                              | Qual. Coppa d'Africa 2019                                            | -                                                                    |                                                                      |
| 29-6-2017                                                            | Houston                                                              | Messico                                                              | 1 – 0                                                                | Ghana                                                                | Amichevole                                                           | -                                                                    | 60’                                                                  |
| 1-9-2017                                                             | Kumasi                                                               | Ghana                                                                | 1 – 1                                                                | Rep. del Congo                                                       | Qual. Mondiali 2018                                                  | -                                                                    | 46’                                                                  |
| 5-9-2017                                                             | Brazzaville                                                          | Rep. del Congo                                                       | 1 – 5                                                                | Ghana                                                                | Qual. Mondiali 2018                                                  | -                                                                    | cap.                                                                 |
| 12-11-2017                                                           | Kumasi                                                               | Ghana                                                                | 1 – 1                                                                | Egitto                                                               | Qual. Mondiali 2018                                                  | -                                                                    | cap.                                                                 |
| 8-9-2018                                                             | Nairobi                                                              | Kenya                                                                | 1 – 0                                                                | Ghana                                                                | Qual. Coppa d'Africa 2019                                            | -                                                                    | 59’                                                                  |
| 18-11-2018                                                           | Addis Abeba                                                          | Etiopia                                                              | 0 – 2                                                                | Ghana                                                                | Qual. Coppa d'Africa 2019                                            | -                                                                    |                                                                      |
| Totale                                                               |                                                                      | Presenze (6º posto)                                                  | 84                                                                   |                                                                      | Reti                                                                 | 0                                                                    |                                                                      |

## Palmarès

### Club
- Ghana Premier League: 2

Asante Kotoko: 2005, 2007-2008
- Campionato tunisino: 4

Espérance: 2009-2010, 2010-2011, 2011-2012, 2013-2014
- Coppa di Tunisia: 1

Espérance: 2010-2011
- Campionato MLS: 1

Columbus Crew: 2020

### Individuale
- Calciatore ghanese dell'anno: 1

2015